# Zentralverband der Stukkateure, Gipser, Pliesterer und Verwandter Berufsgenossen Deutschlands
Der Zentralverband der Stukkateure, Gipser, Pliesterer und Verwandter Berufsgenossen Deutschlands wurde 1892 unter dem Namen Zentralverband der Deutschen Stukkateure, Gipser und Verwandter Berufsgenossen gegründet und 1901 umbenannt. In der freien Gewerkschaft waren die Stukkateure, Gipser, Pliesterer und ähnliche Berufe im Deutschen Kaiserreich organisiert.

## Geschichte
In Stuttgart wurde 1892 der Zentralverband der Deutschen Stukkateure, Gipser und Verwandter Berufsgenossen gegründet. 1901 wurde der Verband in Zentralverband der Stukkateure, Gipser, Pliesterer und Verwandter Berufsgenossen Deutschlands umbenannt. Im gleichen Jahr wurde auch die Zentral von Köln nach Hamburg verlagert.
Der Verband war Mitglied in der Generalkommission der Gewerkschaften Deutschlands. Am 1. Januar 1911 schloss sich die Gewerkschaft dem Deutschen Bauarbeiter-Verband an.

## Vorsitzender
- 1892–1911: Christian Odenthal